# 山内逸造
山内 逸造（やまうち いつぞう、1894年（明治27年）5月21日 - 1979年（昭和54年）2月14日）は、日本の内務・警察官僚。官選奈良県知事。
従四位勲三等授瑞宝章

## 経歴
岐阜県出身。山内謙次郎の息子として生まれる。1922年、京都帝国大学法学部を卒業。同年11月、高等試験行政科試験に合格。内務省に入省し静岡県属となる。
以後、三重県警視・地方事務官、福島県・埼玉県各勤務、島根県書記官・警察部長、秋田県書記官・警察部長、熊本県書記官・警察部長、埼玉県書記官・警察部長、静岡県書記官・警察部長、内務事務官、東京府総務部長、内務省計画局都市計画課長、内閣総理大臣秘書官などを歴任した。
1940年11月、奈良県知事に就任。戦時体制の強化などに尽力。1942年7月、台湾総督府警務局長に転じ、1945年1月まで在任。東京都交通局長に就任し、同年12月24日に依願免本官となり退官。その後、公職追放となった。